# Lista de vulcões do Chile
Esta é uma lista de vulcões no Chile. O Programa Global de Vulcanismo do Smithsonian Institution lista 105 vulcões no Chile que foram ativos durante o Holoceno.SERNAGEOMIN lista 90 vulcões ativos no Chile.
As ilhas do Chile no Pacífico são de origem vulcânica. Foram formadas a partir do magma que vem
de três diferentes hotspots (ponto quente), Páscoa, Juan Fernández e San Felix (ponto quente). A parte mais ocidental das cristas formadas por esses hotspots contém os vulcões ativos mais recentemente.
Alguns vulcões ou grupos de vulcões estão sob vigilância de OVDAS devido à sua atividade crítica ou proximidade com as grandes cidades.
Esta lista não inclui reivindicações chilenas na Antártida.
| Nome                                  | Tipo Acidente geográfico                | Altitude (m) | Última erupção (VEI)                           | Coordenadas                      | Outros nomes                                         | OVDAS vigilância |
| ------------------------------------- | --------------------------------------- | ------------ | ---------------------------------------------- | -------------------------------- | ---------------------------------------------------- | ---------------- |
| Tacora                                | Estratovulcão                           | 5980         |                                                | 17° 43′ S, 69° 46′ O             |                                                      |                  |
| Carrizalillo                          | Caldeira                                |              | Cretáceo-Paleogeno                             |                                  |                                                      |                  |
| Lexone                                | Domo de lava                            | 5340         | Holoceno                                       | 17° 52′ S, 69° 29′ O             |                                                      |                  |
| Choquelimpie                          | Estratovulcão                           |              | Mioceno                                        | 18° 18′ 19″ S, 69° 16′ 42″ O     |                                                      |                  |
| Lauca (vulcão)                        | Estratovulcão                           | 5140         | Mioceno                                        | 18° 20′ S, 69° 23′ O             |                                                      |                  |
| Caldera Lauca                         | Caldera                                 |              | Mioceno                                        |                                  |                                                      |                  |
| El Rojo Norte                         | Cone de cinza                           |              | Plioceno                                       | 18° 28′ S, 69° 12′ O             |                                                      |                  |
| El Rojo Sur                           | Cone de cinza                           |              | Plioceno                                       | 20° 50′ S, 68° 37′ O             |                                                      |                  |
| Pabellón de Inca                      | Estratovulcão                           |              |                                                | 20° 55′ S, 68° 37′ O             |                                                      |                  |
| Cerro Cebollar                        |                                         | 5716         | Alguns milhões de anos                         | 21° 37′ S, 68° 28′ O             |                                                      |                  |
| Cerro Chela                           | Estratovulcão                           | 5644         | Plioceno                                       | 21° 24′ S, 68° 30′ O             |                                                      |                  |
| Cerro de las Cuevas                   | Estratovulcão                           | 5294         | Há entre 3,15±0,15 e 3,36±0,13 milhões de anos | 21° 35′ S, 68° 29′ O             |                                                      |                  |
| Cerro Chanka                          | Domo de lava                            |              | Pleistoceno                                    | 21° 47′ 09″ S, 68° 18′ 37″ O     |                                                      |                  |
| Cerros Bravos-Barros Negros           | Complexo vulcânico                      |              | Há entre 26 e 22 milhões de anos               | 26° 38′ S, 69° 15′ O             |                                                      |                  |
| Chillahuita                           | Domo de lava                            |              |                                                | 22° 10′ S, 68° 02′ O             |                                                      |                  |
| Chusmiza                              | Estratovulcão                           |              | Mioceno                                        |                                  |                                                      |                  |
| Taapaca                               | estratovulcão                           | 5860         | 320 BC ± 50 anos                               | 18° 06′ S, 69° 30′ O             |                                                      |                  |
| Corral de Coquena                     | maar, muralha de respingos              | 4572         | Plioceno                                       | 23° 26′ S, 67° 28′ O             |                                                      |                  |
| Cerro Alconcha                        | estratovulcão                           |              | Há mais de 9,3 milhões de anos                 | 21° 04′ S, 68° 32′ O             |                                                      |                  |
| Complexo vulcânico Apacheta-Aguilucho | Dois vulcões                            | 5581         | Há 50 000 anos                                 | 21° 50′ S, 68° 10′ O             |                                                      |                  |
| Parinacota                            | estratovulcão                           | 6348         | Holoceno                                       | 18° 10′ S, 69° 09′ O             |                                                      |                  |
| Acotango                              | estratovulcão                           | 6052         | Holoceno                                       | 18° 22′ S, 69° 03′ O             |                                                      |                  |
| Wallatiri                             | estratovulcão                           | 6071         | 1960                                           | 18° 25′ S, 69° 10′ O             |                                                      |                  |
| Arintika                              | estratovulcão                           | 5597         | Holoceno                                       | 18° 44′ S, 69° 03′ O             |                                                      |                  |
| Isluga                                | estratovulcão                           | 5550         | 1913                                           | 19° 09′ S, 68° 50′ O             |                                                      |                  |
| Puchuldiza                            |                                         | 4500         | Pleistoceno                                    | 19° 25′ S, 68° 58′ O             |                                                      |                  |
| Cerro Pina                            |                                         | 4037         | Holoceno                                       | 19° 29′ S, 68° 39′ O             |                                                      |                  |
| Iru Phutunqu                          | estratovulcão                           | 5163         | 1995                                           | 20° 44′ S, 68° 33′ O             |                                                      |                  |
| Millunu                               | estratovulcão                           |              | Mioceno                                        |                                  |                                                      |                  |
| Guaichane-Mamuta                      | Complexo vulcânico                      | 4684         | Mioceno                                        |                                  |                                                      |                  |
| Cerro Ascotan                         | estratovulcão                           | 5500         | 1995                                           | 21° 41′ S, 68° 07′ O             |                                                      |                  |
| Sem nome                              |                                         | 4800         | Holoceno                                       | 20° 50′ S, 68° 38′ O             |                                                      |                  |
| Olca-Paruma                           | estratovulcão                           | 5407         | 1867                                           | 20° 56′ S, 68° 29′ O             |                                                      |                  |
| Aucanquilcha                          | estratovulcão                           | 6176         | Holoceno                                       | 21° 13′ S, 68° 28′ O             |                                                      |                  |
| Ollagüe                               | estratovulcão                           | 5868         |                                                | 21° 18′ S, 68° 11′ O             |                                                      |                  |
| Cerro del Azufre                      | estratovulcão                           | 5846         | Holoceno                                       | 21° 47′ S, 68° 14′ O             |                                                      |                  |
| San Pedro                             | estratovulcão                           | 6145         | 1960                                           | 21° 53′ S, 68° 24′ O             |                                                      |                  |
| Paniri                                | estratovulcão                           | 5946         |                                                | 22° 05′ S, 68° 15′ O             |                                                      |                  |
| Cerro del León                        | estratovulcão                           | 5760         |                                                | 22° 11′ S, 68° 07′ O             |                                                      |                  |
| Linzor                                | estratovulcão                           | 5680         |                                                | 22° 11′ S, 67° 57′ O             |                                                      |                  |
| Cerro Toconce                         |                                         | 5435         | Holoceno                                       | 22° 12′ S, 68° 06′ O             |                                                      |                  |
| El Volcán                             |                                         | 5100         |                                                | 22° 20′ S, 67° 58′ O             |                                                      |                  |
| El Tatio                              |                                         | 4280         | Pleistoceno                                    | 22° 21′ S, 68° 02′ O             |                                                      |                  |
| Tocorpuri (La Torta)                  | estratovulcão                           | 5018         |                                                | 22° 30′ S, 67° 54′ O             |                                                      |                  |
| Putana                                | estratovulcão                           | 5890         | 1810 ± 10 anos                                 | 22° 34′ S, 67° 52′ O             |                                                      |                  |
| Chaxas                                | Domo de lava                            |              | Há 1.09±0.56 milhões de anos                   | 22° 45′ S, 68° 00′ O             |                                                      |                  |
| Sairecabur                            | estratovulcão                           | 5971         | Holoceno                                       | 22° 44′ S, 67° 53′ O             |                                                      |                  |
| Licancabur                            | estratovulcão                           | 5916         | Holoceno                                       | 22° 50′ S, 67° 53′ O             |                                                      |                  |
| Guayaques                             | Domo de lava                            | 5598         | Holoceno                                       | 22° 53′ S, 67° 35′ O             |                                                      |                  |
| Purico (complexo)                     | Escudo piroclástico, Complexo vulcânico | 5703         | Holoceno                                       | 23° 00′ S, 67° 45′ O             |                                                      |                  |
| Alitar                                | Estratovulcão                           | 5346         | Holoceno                                       | 23° 09′ S, 67° 38′ O             |                                                      |                  |
| Acamarachi                            | estratovulcão                           | 6046         |                                                | 23° 11′ S, 67° 22′ O             | Pili                                                 |                  |
| Colachi                               | estratovulcão                           | 5631         | Holoceno                                       | 23° 14′ S, 67° 39′ O             |                                                      |                  |
| Laguna Verde                          | estratovulcão                           | 5412         | Holoceno?                                      | 23° 15′ S, 67° 43′ O             |                                                      |                  |
| Cerro Overo                           | maar                                    | 4555         | Holoceno                                       | 23° 21′ S, 67° 40′ O             |                                                      |                  |
| Tumisa                                | Domo de lavas                           | 5658         | Há 500 000 anos                                | 23° 28′ S, 67° 49′ O             |                                                      |                  |
| Aguas Calientes                       | estratovulcão                           | 5924         |                                                | 23° 22′ S, 67° 41′ O             |                                                      |                  |
| Lascar                                | estratovulcão                           | 5592         | 2013                                           | 23° 22′ S, 67° 44′ O             |                                                      |                  |
| Chiliques                             | estratovulcão                           | 5778         | Desconhecido                                   | 23° 35′ S, 67° 42′ O             |                                                      |                  |
| Cordón de Puntas Negras               | estratovulcão                           | 5852         | Holoceno                                       | 23° 45′ S, 67° 32′ O             |                                                      |                  |
| Miñiques                              | estratovulcão                           | 5910         |                                                | 23° 49′ S, 67° 46′ O             |                                                      |                  |
| Cerro Tujle                           |                                         | 3550         | Holoceno                                       | 23° 50′ S, 67° 57′ O             |                                                      |                  |
| El Laco                               | grupo vulcânico                         | 5325 ou 5472 | Pleistoceno                                    | 23° 50′ 29,6″ S, 67° 29′ 24,6″ O |                                                      |                  |
| Cordón Chalviri                       | estratovulcão                           | 5623         | Holoceno                                       | 23° 51′ S, 67° 37′ O             |                                                      |                  |
| Caichinque                            | estratovulcão                           | 4450         |                                                | 23° 57′ S, 67° 44′ O             |                                                      |                  |
| Tilocalar                             | estratovulcão                           | 3116         |                                                | 23° 58′ S, 68° 08′ O             |                                                      |                  |
| Pular                                 | estratovulcão                           | 6233         | Desconhecido                                   | 24° 11′ S, 68° 03′ O             |                                                      |                  |
| El Negrillar                          | cone piroclástico                       | 3500         |                                                | 24° 11′ S, 68° 15′ O             | Ver também Negrillar de Ensenada no Osorno (vulcão)  |                  |
| La Negrillar                          | cone piroclástico                       | 4109         |                                                | 24° 17′ S, 68° 36′ O             | Veja também Negrillar de Ensenada no Osorno (vulcão) |                  |
| Socompa                               | estratovulcão                           | 6051         | 5250 a.C. (?)                                  | 24° 24′ S, 68° 15′ O             |                                                      |                  |
| Llullaillaco                          | estratovulcão                           | 6739         | 1877                                           | 24° 43′ S, 68° 30′ O             |                                                      |                  |
| Cerro Escorial                        | estratovulcão                           | 5447         | Holoceno                                       | 25° 05′ S, 68° 22′ O             |                                                      |                  |
| Lastarria                             | estratovulcão                           | 5697         | Holoceno                                       | 25° 10′ S, 68° 30′ O             |                                                      |                  |
| Cordón del Azufre                     | estratovulcão                           | 5463         | Holoceno                                       | 25° 20′ S, 68° 31′ O             |                                                      |                  |
| Cerro Bayo                            | Vulcão complexo                         | 5401         | Holoceno                                       | 25° 25′ S, 68° 35′ O             |                                                      |                  |
| Dos Crateres                          | Vulcão gêmeo                            |              | 7.9±0.5 Ma                                     | 25° 36′ S, 68° 36′ O             |                                                      |                  |
| Sierra de Gorbea                      | Campo de lava                           |              | 4.7±0.5 Ma e 5.2±0.5 Ma                        | 25° 44′ S, 68° 45′ O             |                                                      |                  |
| Juan de la Vega                       | maar                                    |              |                                                | 25° 52′ S, 68° 48′ O             |                                                      |                  |
| Chato Aislado                         | Caldera e Domo de lava                  |              | 1.2 Ma                                         | 25° 59′ S, 68° 49′ O             |                                                      |                  |
| Dos Puntas                            | Vulcão                                  |              | 2 Ma                                           | 25° 58′ S, 68° 27′ O             |                                                      |                  |
| Leon Muerto                           |                                         | 4799         | Há 19 900 000 anos (± 800 000 anos)            | 25° 57′ S, 68° 28′ O             |                                                      |                  |
| Doña Ines                             | Estratovulcão                           | 5075         | Mioceno                                        | 26° 04′ 40″ S, 69° 11′ 06″ O     |                                                      |                  |
| Los Colorados                         | Caldera                                 |              | Mioceno                                        | 26° 05′ S, 68° 19′ O             |                                                      |                  |
| San Felix                             | vulcão em escudo                        | 183          | Holoceno                                       | 26° 16′ S, 80° 07′ O             |                                                      |                  |
| Sierra Nevada de Lagunas Bravas       | estratovulcão                           | 6127         |                                                | 26° 29′ S, 68° 34′ O             |                                                      |                  |
| Falso Azufre                          | estratovulcão                           | 5890         | Holoceno                                       | 26° 48′ S, 68° 22′ O             |                                                      |                  |
| Pukao                                 | vulcão submarino                        |              |                                                | 26° 57′ S, 110° 16′ O            |                                                      |                  |
| Ojos de Maricunga                     | estratovulcão e caldeira                | 4985         | middle Mioceno                                 | 27° 00′ S, 69° 13′ O             |                                                      |                  |
| Incahuasi                             | estratovulcão e caldeira                | 6621         |                                                | 27° 02′ S, 68° 17′ O             |                                                      |                  |
| El Solo                               | estratovulcão                           | 6190         |                                                | 27° 07′ S, 68° 43′ O             |                                                      |                  |
| Ojos del Salado                       | estratovulcão                           | 6891         | 700 d.C. ± 300 anos                            | 27° 07′ S, 68° 32′ O             |                                                      |                  |
| Poike, Ilha de Páscoa                 | vulcão em escudo                        | 370          | Há mais de 1 milhão de anos                    | 27° 09′ S, 109° 23′ O            |                                                      |                  |
| Porquesa                              | Domo de lava                            | 4600         | Plioceno/Pleistoceno                           | 19° 59′ S, 68° 46′ O             |                                                      |                  |
| Rano Kau, Ilha de Páscoa              | lago de cratera                         | 250          | >1Ma                                           | 27° 09′ S, 109° 23′ O            |                                                      |                  |
| Terevaka, Ilha de Páscoa              | Vulcão em escudo                        | 507          | >1Ma                                           | 27° 09′ S, 109° 23′ O            |                                                      |                  |
| Moai                                  | vulcão submarino                        |              |                                                | 27° 06′ S, 109° 51′ O            |                                                      |                  |
| Copiapó                               | estratovulcão                           | 6052         |                                                | 27° 18′ S, 69° 08′ O             |                                                      |                  |
| Jorquera                              | caldera                                 |              |                                                |                                  |                                                      |                  |
| Tupungato                             | estratovulcão                           | 6570         | 1986                                           | 33° 21′ S, 69° 45′ O             |                                                      |                  |
| Tupungatito                           | estratovulcão                           | 6000         | 1986                                           | 33° 24′ S, 69° 48′ O             |                                                      |                  |
| Unnamed                               | vulcão submarino                        | -642         |                                                | 33° 37′ S, 76° 50′ O             |                                                      |                  |
| Robinson Crusoe                       | vulcão em escudo                        | 922          | 1835                                           | 33° 39′ S, 78° 51′ O             |                                                      |                  |
| Ilha Alexander Selkirk                | Ilha vulcânica                          | 1329         | <1Ma                                           | 33° 45′ S, 80° 45′ O             |                                                      |                  |
| San José                              | estratovulcão                           | 5856         | 1960                                           | 33° 47′ S, 69° 53′ O             |                                                      |                  |
| Maipo                                 | estratovulcão                           | 5264         | 1912                                           | 34° 10′ S, 69° 50′ O             |                                                      |                  |
| Palomo                                | estratovulcão                           | 4860         | Holoceno                                       | 34° 37′ S, 70° 18′ O             |                                                      |                  |
| Tinguiririca                          | estratovulcão                           | 4280         | 1917                                           | 34° 49′ S, 70° 21′ O             |                                                      |                  |
| Planchón-Peteroa                      | estratovulcão                           | 4107         | 2010                                           | 35° 14′ S, 70° 34′ O             |                                                      |                  |
| Mondaca                               | Domo de lava                            | 2048         | Holoceno                                       | 35° 28′ S, 70° 48′ O             |                                                      |                  |
| Descabezado Chico                     |                                         |              |                                                | 35° 31′ S, 70° 36′ O             | Cone de Calabozos                                    |                  |
| Calabozos                             | caldeira                                | 3508         | Holoceno                                       | 35° 34′ S, 70° 30′ O             |                                                      |                  |
| Cerro Azul                            | estratovulcão                           | 3788         | 1967                                           | 35° 39′ S, 70° 46′ O             | Los Hornitos, Quipazu, Descabezado Grande            |                  |
| Descabezado Grande                    | estratovulcão                           | 3953         | 1933                                           | 35° 51′ S, 70° 45′ O             | Cerro Azul, Quipazu, Hornitos                        |                  |
| San Pedro de Tatara                   |                                         | 3621         | Holoceno                                       | 35° 59′ S, 70° 51′ O             | San Pedro-Pellado                                    |                  |
| Laguna del Maule                      | caldera                                 | 3092         | Holoceno                                       | 36° 01′ S, 70° 35′ O             |                                                      |                  |
| Longaví                               | estratovulcão                           | 3242         | Holoceno                                       | 36° 12′ S, 71° 12′ O             |                                                      |                  |
| Lomas Blancas                         |                                         | 2268         | Holoceno                                       | 36° 17′ S, 71° 01′ O             |                                                      |                  |
| Resago                                | Cone de cinza                           | 1550         | Holoceno                                       | 36° 27′ S, 70° 55′ O             |                                                      |                  |
| Nevados de Chillán                    | estratovulcão                           | 3212         | 2003                                           | 36° 52′ S, 71° 22′ O             |                                                      |                  |
| Antuco                                | estratovulcão                           | 2979         | 1869                                           | 37° 24′ S, 71° 20′ O             |                                                      |                  |
| Copahue                               | estratovulcão                           | 2965         | 2012                                           | 37° 51′ S, 71° 10′ O             |                                                      |                  |
| Callaqui                              | estratovulcão                           | 3164         | 1980                                           | 37° 55′ S, 71° 27′ O             |                                                      |                  |
| Laguna Mariñaqui                      | Cone de cinza                           | 2143         |                                                | 38° 16′ S, 71° 06′ O             |                                                      |                  |
| Tolhuaca                              | estratovulcão                           | 2806         | Holoceno                                       | 38° 19′ S, 71° 39′ O             | Tolguaca, ver também Lonquimay.                      |                  |
| Sierra Nevada                         | estratovulcão                           | 2554         | Holoceno                                       | 38° 21′ S, 71° 21′ O             |                                                      |                  |
| Cerro Chapulul                        |                                         | 2143         | Holoceno                                       | 38° 22′ S, 71° 05′ O             |                                                      |                  |
| Lonquimay                             | estratovulcão                           | 2865         | 1990                                           | 38° 23′ S, 71° 35′ O             | Veja também Tolhuaca ou Tolguaca                     |                  |
| Llaima                                | estratovulcão                           | 3125         | 2009                                           | 38° 41′ S, 71° 43′ O             |                                                      |                  |
| Sollipulli                            | caldeira                                | 2282         | 1240 AD ± 50                                   | 38° 58′ S, 71° 31′ O             |                                                      |                  |
| Caburgua-Huelemolle                   | estratovulcão                           | 995          | Holoceno                                       | 39° 12′ S, 71° 50′ O             |                                                      |                  |
| Cerro Redondo                         |                                         | 1496         |                                                | 39° 16′ S, 71° 42′ O             | Cone de Sollipulli, Cone de Caburgua-Huelemolle      |                  |
| Villarrica                            | estratovulcão                           | 2847         | 2015                                           | 39° 25′ S, 71° 56′ O             |                                                      |                  |
| Quetrupillán                          | estratovulcão                           | 2360         | 1872                                           | 39° 30′ S, 71° 42′ O             |                                                      |                  |
| Lanín                                 | estratovulcão                           | 3747         | 560 d.C. ±150                                  | 39° 38′ S, 71° 30′ O             |                                                      |                  |
| Mocho-Choshuenco                      | estratovulcão                           | 2422         | 1864                                           | 39° 56′ S, 72° 02′ O             |                                                      |                  |
| Carrán-Los Venados                    | Cone piroclástico, maars                | 1114         | 1979                                           | 40° 21′ S, 72° 04′ O             |                                                      |                  |
| Mencheca                              |                                         | 1840         | Holoceno                                       | 40° 32′ S, 72° 02′ O             | Estratovulcão de Puyehue-Cordón Caulle               |                  |
| Puyehue-Cordón Caulle                 | estratovulcão                           | 2236         | 2011                                           | 40° 35′ S, 72° 07′ O             |                                                      |                  |
| Antillanca-Casablanca                 | cone piroclástico, estratovulcão        | 1990         | Holoceno                                       | 40° 46′ S, 72° 09′ O             |                                                      |                  |
| Puntiagudo-Cordón Cenizos             | cone piroclástico                       | 2493         | 1930                                           | 40° 58′ S, 72° 16′ O             |                                                      |                  |
| Osorno                                | estratovulcão                           | 2652         | 1869                                           | 41° 06′ S, 72° 29′ O             |                                                      |                  |
| Cayutué-La Viguería                   | cone piroclástico                       | 506          | Holoceno                                       | 41° 15′ S, 72° 16′ O             |                                                      |                  |
| Calbuco                               | estratovulcão                           | 2003         | 2015                                           | 41° 20′ S, 72° 37′ O             |                                                      |                  |
| Cuernos del Diablo                    | estratovulcão                           |              |                                                | 41° 22′ S, 72° 01′ O             |                                                      |                  |
| Yate                                  | estratovulcão                           | 2187         | Holoceno                                       | 41° 46′ S, 72° 23′ O             | Veja também Hornopirén.                              |                  |
| Hornopirén                            | estratovulcão                           | 1572         | Holoceno                                       | 41° 52′ S, 72° 26′ O             | Veja também Yate                                     |                  |
| Apagado (Hualiaque)                   | cone piroclástico                       | 1210         |                                                | 41° 53′ S, 72° 35′ O             |                                                      |                  |
| Huequi                                | estratovulcão                           | 1318         | 1920                                           | 42° 22′ S, 72° 34′ O             |                                                      |                  |
| Michinmahuida                         | estratovulcão                           | 2404         | 1835                                           | 42° 47′ S, 72° 26′ O             | Minchinmávida                                        |                  |
| Chaitén                               | Domo de lava                            | 1122         | 2011                                           | 42° 50′ S, 72° 39′ O             |                                                      |                  |
| Corcovado                             | estratovulcão                           | 2300         | 1835                                           | 43° 11′ S, 72° 48′ O             | Veja também Yanteles.                                |                  |
| Yanteles                              | estratovulcão                           | 2050         | 6650 a.C.                                      | 43° 30′ S, 72° 48′ O             | Veja também Corcovado.                               |                  |
| Palena (grupo vulcânico)              | Cone de cinza                           |              | Holoceno                                       | 43° 41′ S, 72° 30′ O             |                                                      |                  |
| Melimoyu                              | estratovulcão                           | 2400         | 200 d.C. ± 75 anos                             | 44° 05′ S, 72° 53′ O             |                                                      |                  |
| Puyuhuapi                             | Cone de cinza                           | 255          | Holoceno                                       | 44° 18′ S, 72° 32′ O             |                                                      |                  |
| Mentolat                              | estratovulcão                           | 1660         | Holoceno                                       | 44° 40′ S, 73° 05′ O             |                                                      |                  |
| Cay                                   | estratovulcão                           | 2200         |                                                | 45° 04′ S, 73° 00′ O             |                                                      |                  |
| Maca                                  | estratovulcão                           | 2960         | Holoceno                                       | 45° 06′ S, 73° 12′ O             |                                                      |                  |
| Mount Hudson                          | estratovulcão                           | 1905         | 1991                                           | 45° 54′ S, 72° 58′ O             |                                                      |                  |
| Río Murta (vulcão)                    | cone piroclástico                       |              |                                                | 46° 10′ S, 72° 40′ O             |                                                      |                  |
| Arenales                              | estratovulcão                           | 3437         | 1979                                           | 47° 12′ S, 73° 29′ O             |                                                      |                  |
| Lautaro                               | estratovulcão                           | 3345         | 1979                                           | 49° 01′ S, 73° 33′ O             |                                                      |                  |
| Viedma                                | Vulcão subglacial                       | 1500         | 1988                                           | 49° 22′ S, 73° 17′ O             |                                                      |                  |
| Aguilera                              | estratovulcão                           | 2546         | 1650 BC                                        | 50° 10′ S, 73° 50′ O             |                                                      |                  |
| Reclus                                | estratovulcão                           | 1000         | 1908 AD ± 1                                    | 50° 59′ S, 73° 42′ O             |                                                      |                  |
| Pali-Aike                             | campo vulcânico                         |              | 5550 BC ± 1000                                 | 52° 00′ S, 70° 00′ O             |                                                      |                  |
| Burney                                | estratovulcão                           | 1495         | 1910                                           | 52° 20′ S, 73° 24′ O             |                                                      |                  |
| Fueguino                              | domo de lava                            | 150          | 1820                                           | 54° 57′ S, 70° 15′ O             |                                                      |                  |

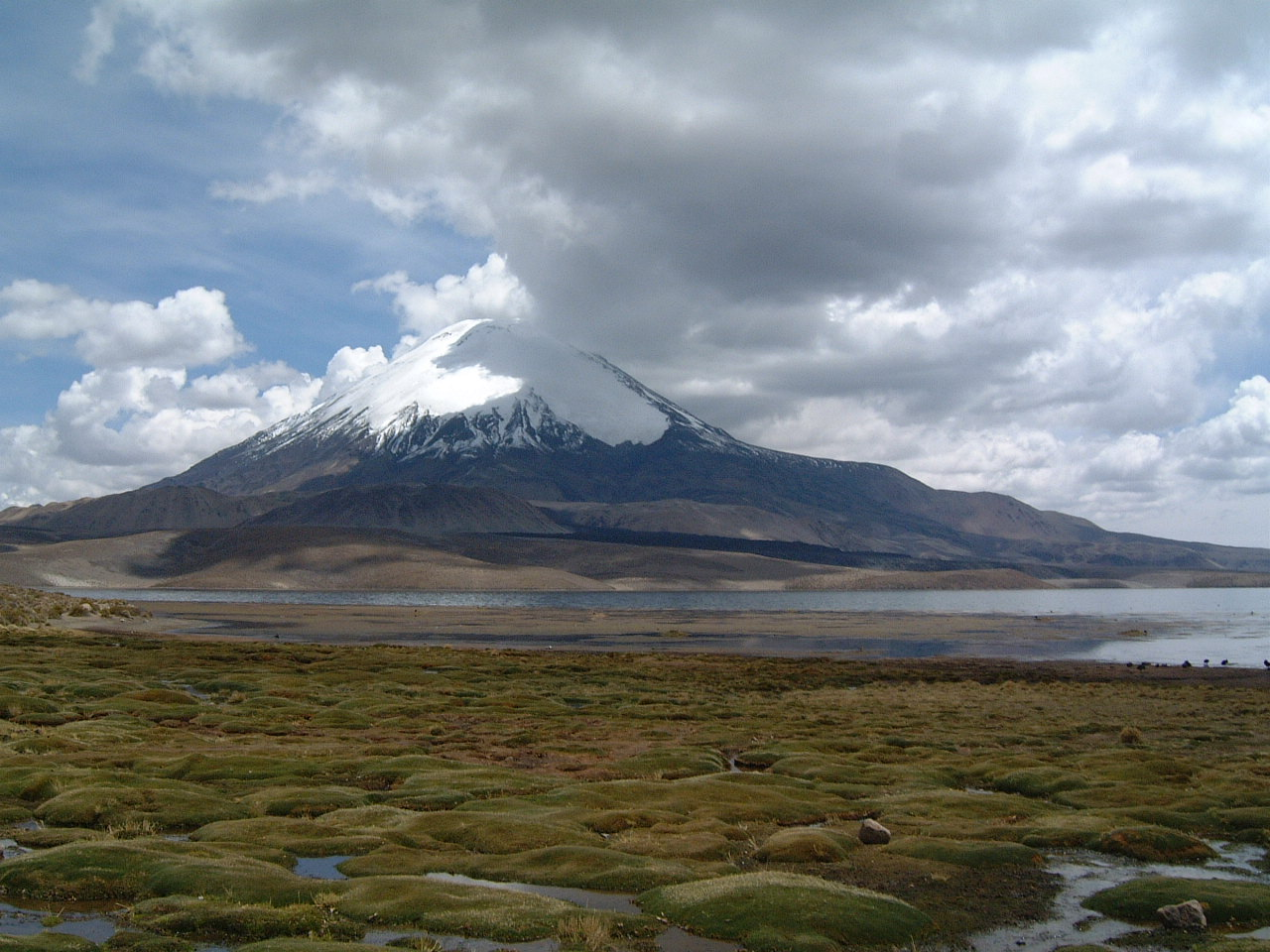
Parinacota e Lago Chungará.
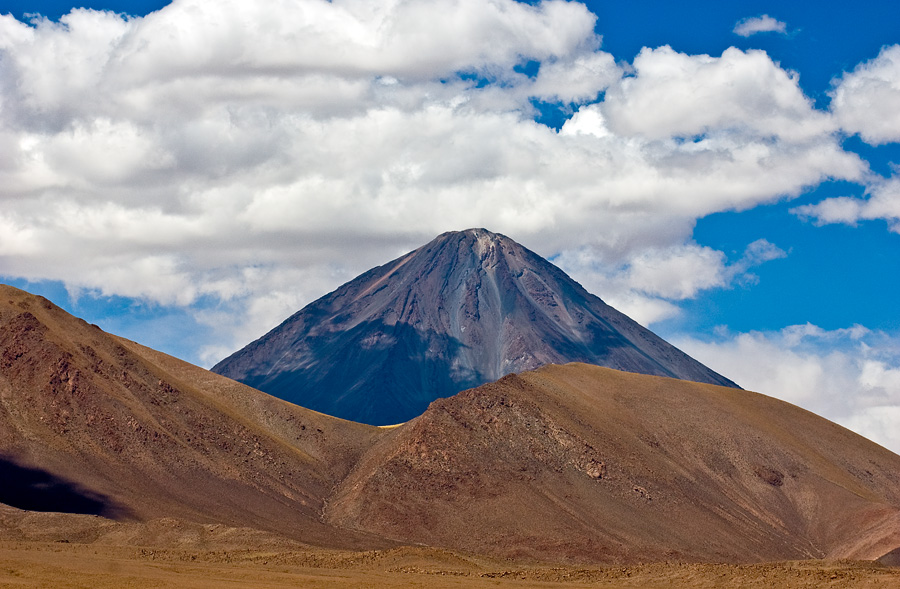
Vista do cume do Licancabur.
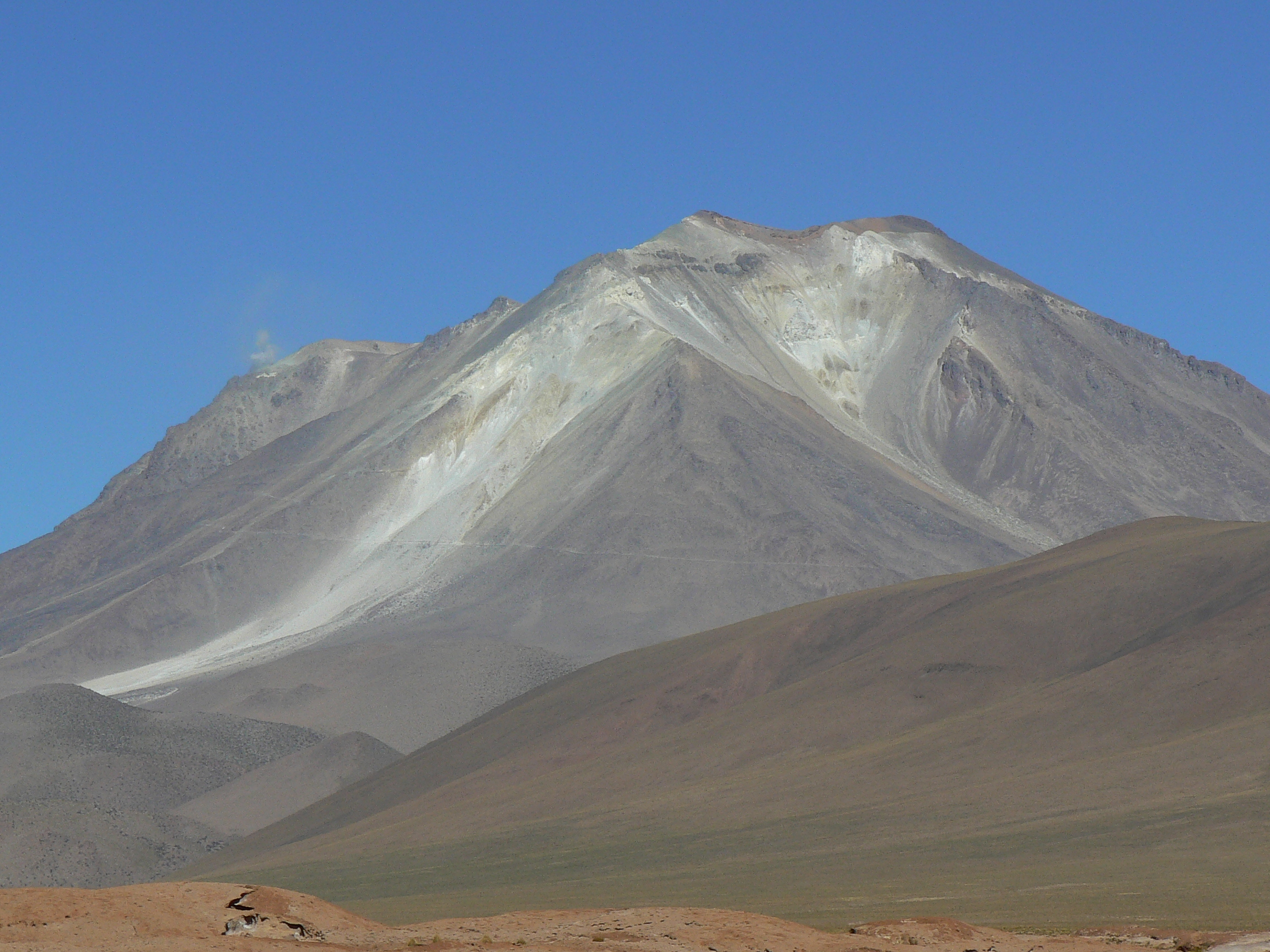
Ollagüe visto da Bolívia.
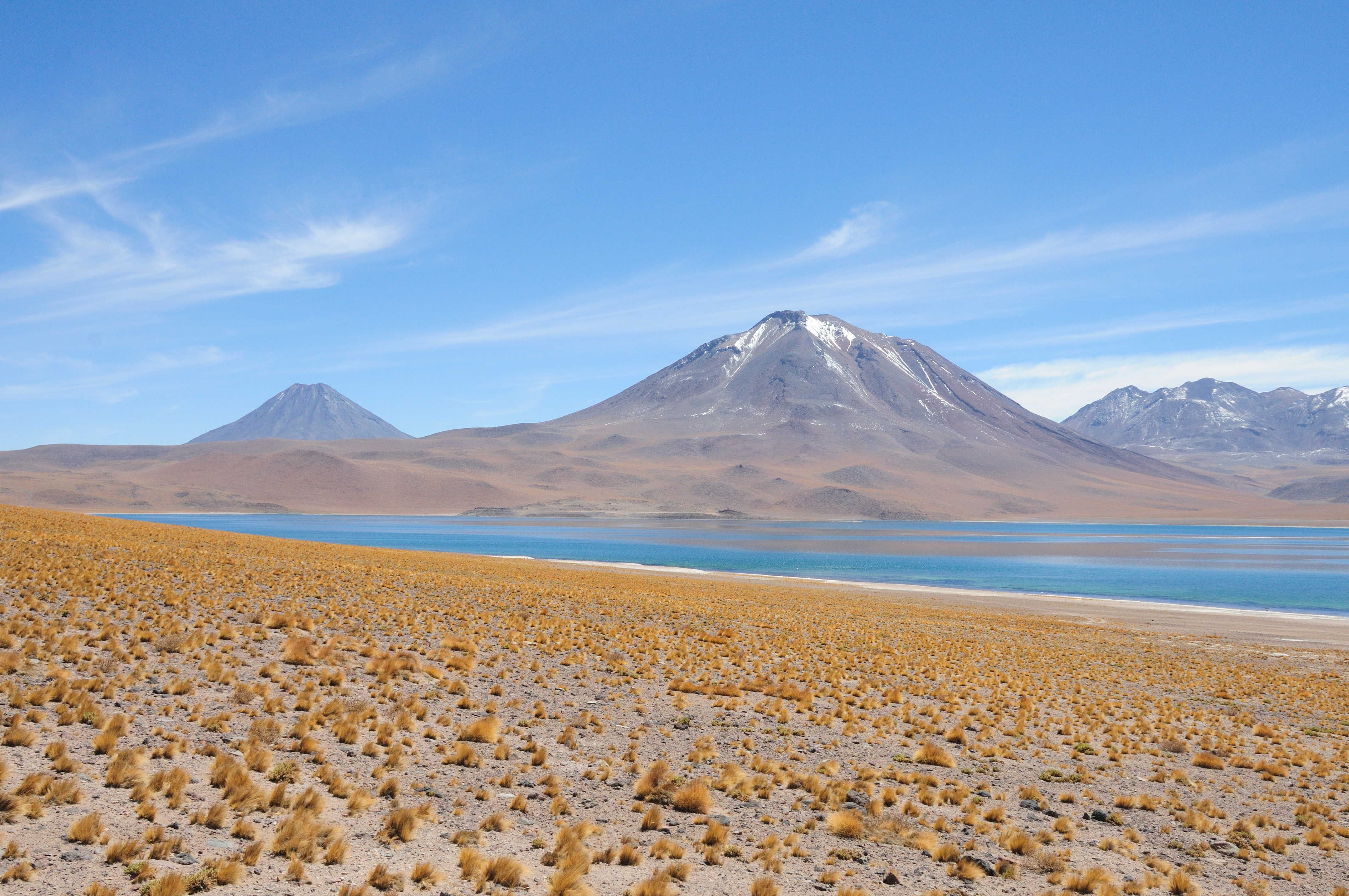
Miscanti e Laguna Miscanti.
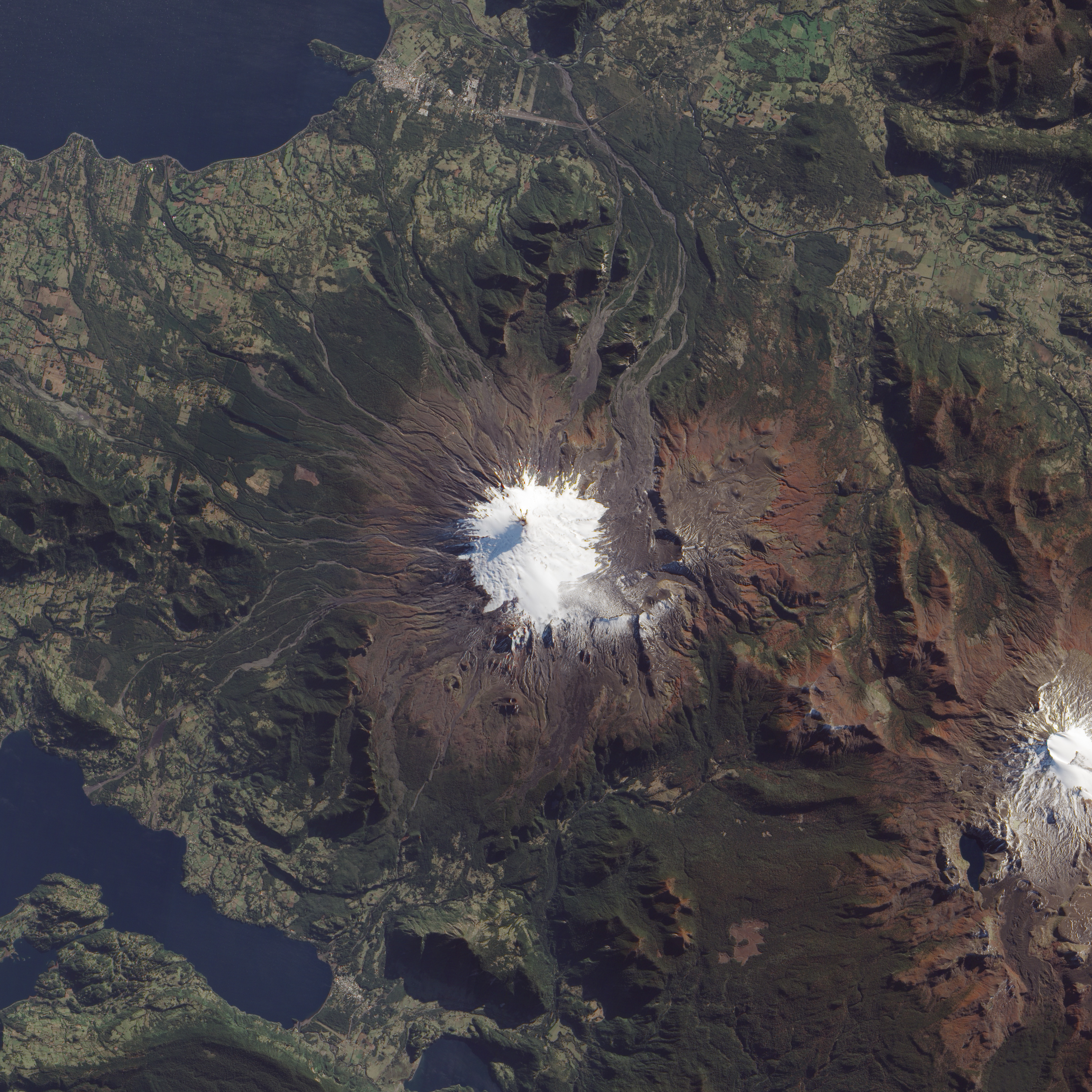
Imagem de satélite de Villarrica, um dos vulcões mais ativos do Chile.
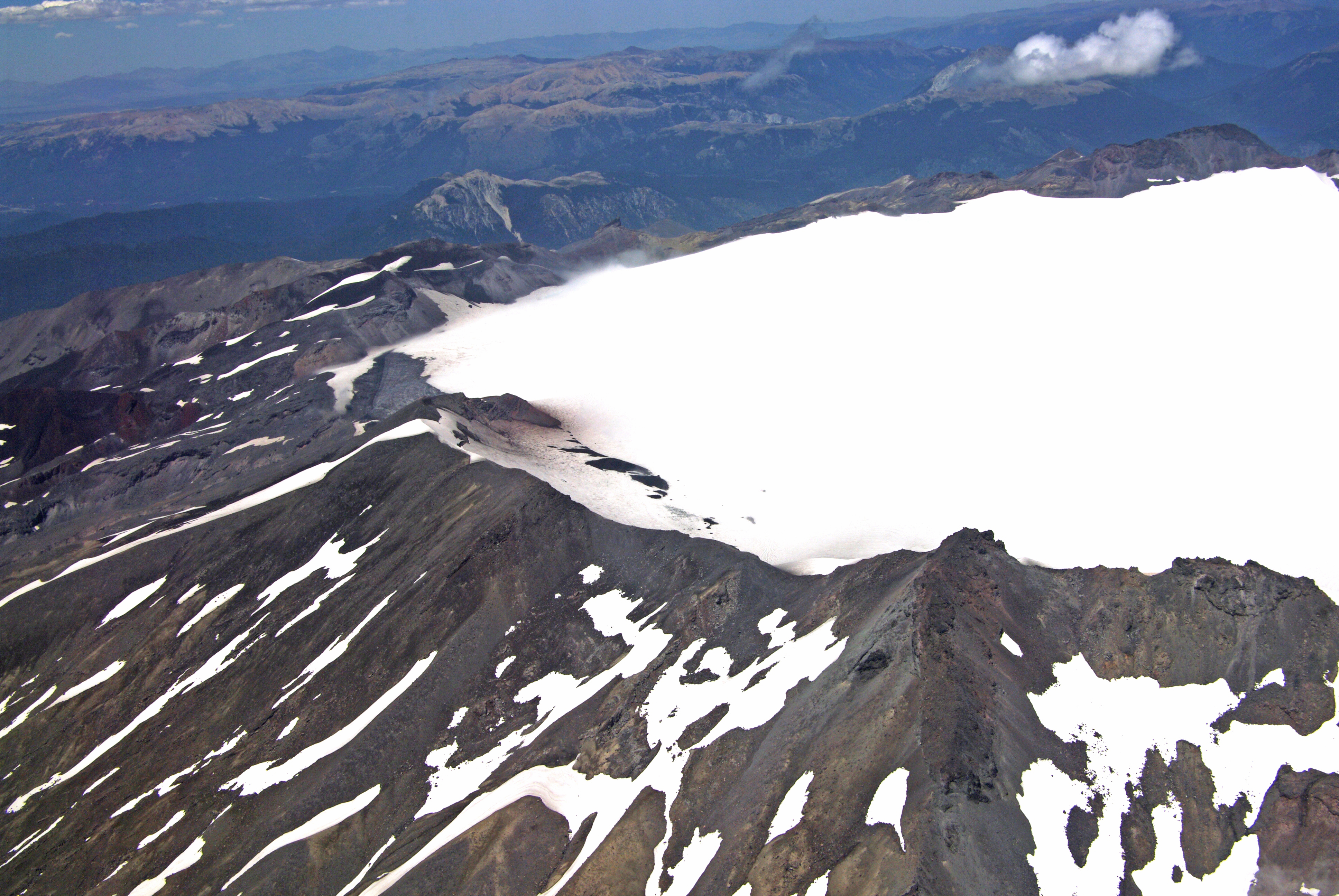
vista aérea do Sollipulli e caldeira revestida de gelo.
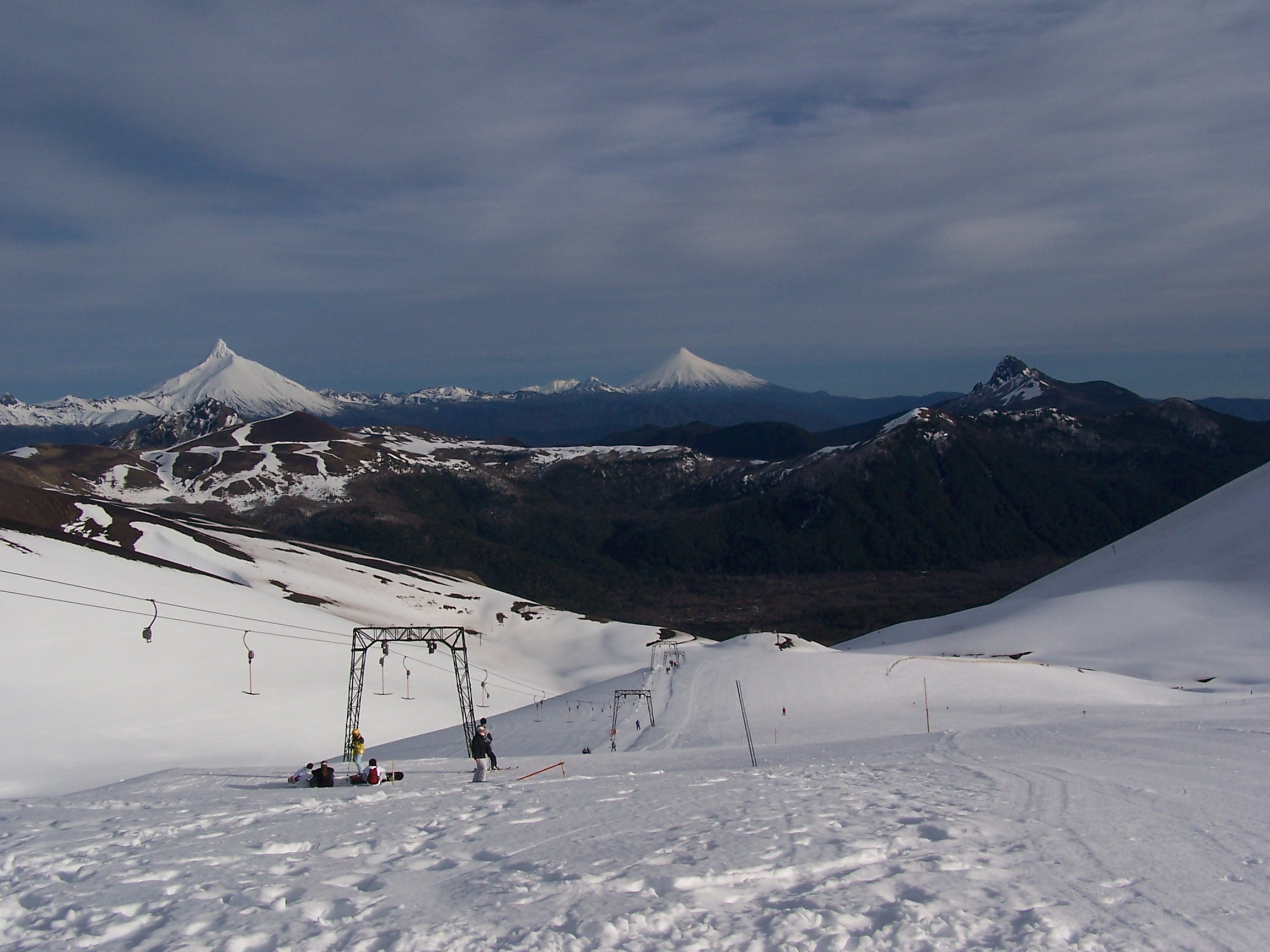
Pistas de esqui no Antillanca (grupo vulcânico), em segundo plano:
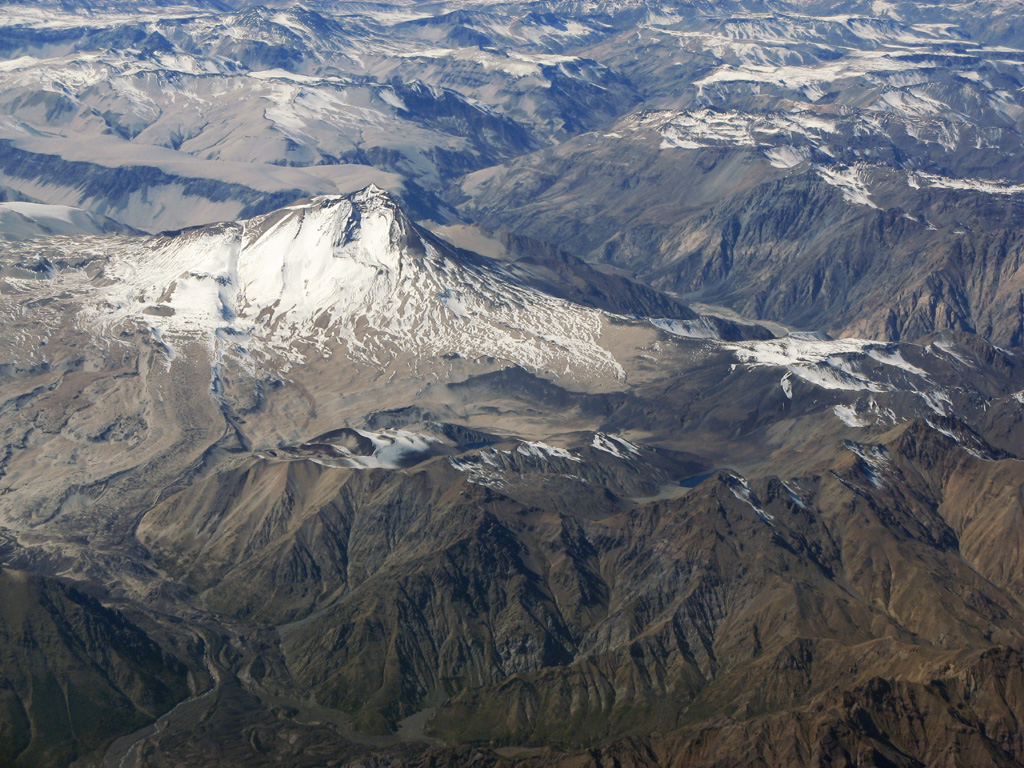
Vista aérea do Cerro Azul.
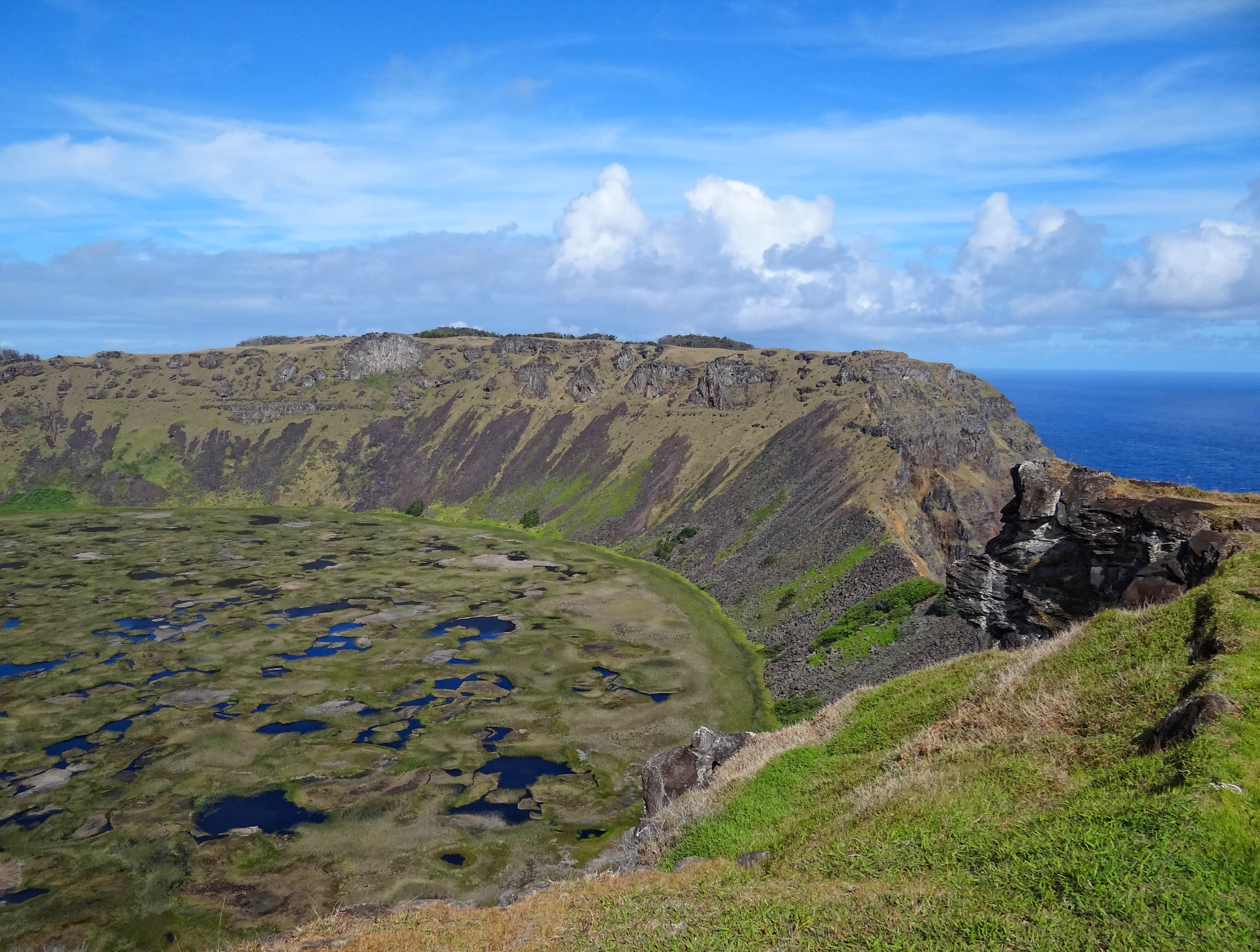
Rano Kau na Ilha de Páscoa.
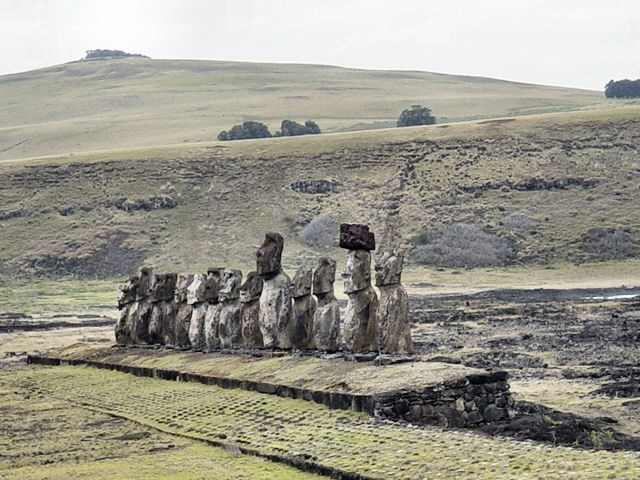
Vulcão Poike, no primeiro plano, Ahu Tongariki.
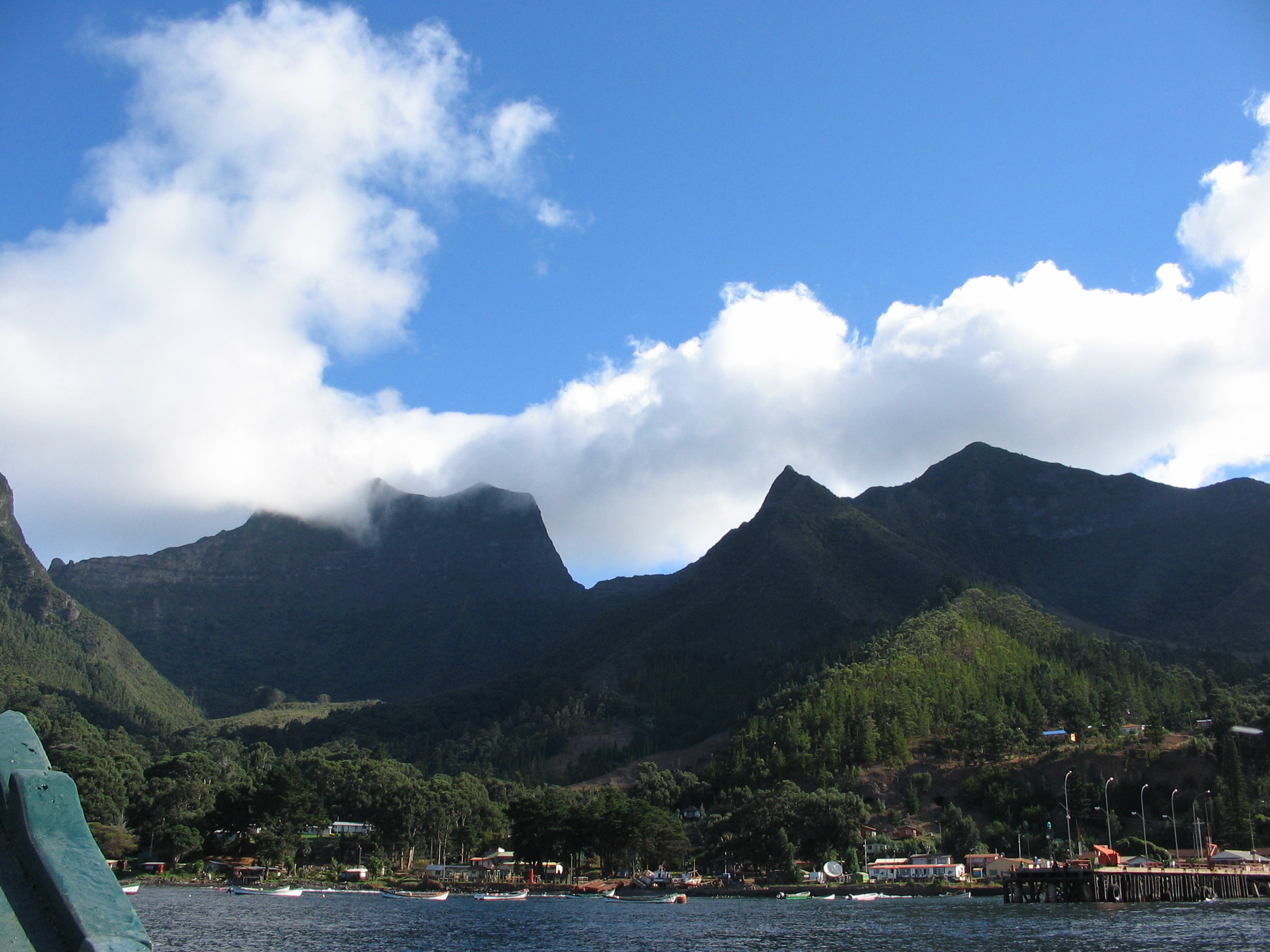
Vista da erodida ilha vulcânica de Robinson Crusoe.